# زگام جردخان
زگام جردخان (به ترکی آذربایجانی: Zəyəm Cırdaxan) یک منطقهٔ مسکونی در جمهوری آذربایجان است که در شهرستان شمکور واقع شده‌است. زگام جردخان ۷٬۵۴۶ نفر جمعیت دارد.